# 绿潭站
绿潭站，位于黑龙江省伊春市南岔区绿潭村，是绥佳铁路的沿线车站。建于1941年，为五等站。本站目前办理客运业务。